# Bilal Türkgüler
Bilal Türkgüler (* 1. Januar 1984 in Manisa) ist ein türkischer Fußballspieler.

## Karriere
Türkgüler begann mit dem Vereinsfußball 1999 in seiner Heimatstadt in der Jugend von Manisa Belediyespor. 2001 wechselte er in die Jugend vom Erstligisten Gaziantepspor. Bereits ein Jahr später erhielt er bei diesem Verein einen Profivertrag, spielte aber weiterhin für die Reservemannschaft. Im Frühjahr 2003 wurde er samt Ablöse an den Partnerverein der Stadt Gaziantep, an den Stadtverwaltungssportklub Gaziantep Büyükşehir Belediyespor, abgegeben. Bei dem in der 2. Lig B Kategorisi spielenden Verein eroberte er sich auf Anhieb einen Stammplatz. In der Drittligaspielzeit 2004/05 wurde er mit seinem Team Meister der TFF 2. Lig und stieg in die TFF 1. Lig auf. In die 1. Lig aufgestiegen spielte Türkgüler drei weitere Spielzeiten für Gaziantep BB.
Im Sommer 2008 verließ er Gaziantep BB und wechselte innerhalb der Liga zu Boluspor. In seiner ersten Saison qualifizierte man sich mit dem 3. Tabellenplatz für die Playoffs der TFF 1. Lig. In den Playoffs scheiterte man an Karşıyaka SK und verpasste so den Aufstieg in die Süper Lig. Nach einem weiteren halben Jahr verließ Türkgüler Boluspor und heuerte beim Ligarivalen Orduspor an. Für Orduspor spielte er eineinhalb Spielzeiten lang.
Die Hinrunde der Saison 2011/12 verbrachte er bei Adana Demirspor und die Rückrunde bei Turgutluspor.
Zur Saison 2012/13 wechselte er zum Viertligisten Kahramanmaraşspor. Bei seinem neuen Verein gelang ihm auf Anhieb der Sprung in die Stammelf. Zum Saisonende wurde man Playoffsieger der TFF 3. Lig und stieg in die TFF 2. Lig auf. In der 2. Lig wurde man erneut Meister der Liga und stieg in die TFF 1. Lig auf.
Nach dem Vertragsende mit Kahramanmaraşspor zum Sommer 2013, wechselte Türkgüler innerhalb der TFF 1. Lig zu seinem alten Verein Orduspor.
Im Frühjahr 2015 wechselte er zu Fethiyespor.

## Erfolge
Mit Gaziantep Büyükşehir Belediyespor
- Meister der TFF 2. Lig und Aufstieg in die TFF 1. Lig: 2004/05

Mit Kahramanmaraşspor
- Meister der TFF 2. Lig und Aufstieg in die TFF 1. Lig: 2012/13